# الدوري الهولندي الممتاز 1931–32
الدوري الهولندي الممتاز 1931–32 (بالهولندية: Nederlands landskampioenschap voetbal 1931/32)‏ هو الموسم 44 من الدوري الهولندي الممتاز. أشرف على تنظيمه الاتحاد الملكي الهولندي لكرة القدم، وكان عدد الأندية المشاركة فيه 50، وفاز فيه أياكس أمستردام.